# Chongqing Blues
Pour plus de détails, voir Fiche technique et Distribution.
Chongqing Blues (日照重慶, Rìzhào chóngqìng) est un film chinois réalisé par Wang Xiaoshuai, sorti en 2010.

## Synopsis
Un père, capitaine d’un bateau, se met à enquêter sur la mort de son fils de 25 ans abattu par la police après avoir pris en otage une jeune femme dans un supermarché. Ce père qui l'a abandonné 15 ans auparavant découvre à quel point son absence a pesé sur son fils.

## Fiche technique
- Titre : Chongqing Blues
- Titre original : 日照重慶, Rìzhào chóngqìng
- Réalisation : Wang Xiaoshuai
- Photographie : Wu Di
- Pays d'origine : Chine
- Format : couleur
- Genre : drame
- Durée : 105 minutes
- Dates de sortie :
  - France : 13 mai 2010 (Festival de Cannes 2010), 5 août 2020 (sortie nationale)

## Distribution
- Wang Xueqi : Lin Quanhai, le père
- Fan Bingbing : Zhu Qing
- Qin Hao : Xiao Hao, l'ami de Bo
- Li Feier : Xiao Wen, la petite amie
- Wang Ziyi : Lin Bo, le fils

## Distinctions
Le film a été présenté en sélection officielle en compétition au Festival de Cannes 2010.